# Herson Capri
Herson Capri Freire (Ponta Grossa, 8 de novembro de 1951) é um ator brasileiro. Entrou na vida artística com 15 anos, no colégio Estadual do Paraná, onde fazia teatro.[carece de fontes?]
Estreou na televisão em 1975, destacando-se por papéis nas novelas Pic-nic Classe C (1982), Guerra dos Sexos (1983) e O Outro (1987). No entanto, a consagração veio a partir da década de 1990, quando sua imagem se solidificou interpretando galãs e vilões charmosos em diversas produções da TV Globo, como Mário em Felicidade (1992), o coronel Belarmino Gouveia em Renascer (1993), o pescador Ramiro em Tropicaliente (1994) e o pai Álvaro em Era uma Vez... (1998). A partir da década de 2000, continuou se destacando em papéis em novelas como Desejos de Mulher (2002), Como uma Onda (2004), Cobras & Lagartos (2006), Insensato Coração (2011), Sangue Bom (2013), Rock Story (2017), Órfãos da Terra (2019) e Beleza Fatal (2024).

## Biografia
Herson Capri iniciou a sua carreira no teatro na PUC-SP enquanto cursava economia na USP, trabalhando em diversas áreas da dramaturgia (teatro, televisão e cinema).[ligação inativa]
Estreou na televisão em 1975, destacando-se por papéis nas novelas Pic-nic Classe C (1982), Guerra dos Sexos (1983) e O Outro (1987). Consagrou-se como ator a partir da década de 1990, interpretando galãs e vilões charmosos em diversas produções da TV Globo, como Mário em Felicidade (1992), o coronel Belarmino Gouveia em Renascer (1993), o pescador Ramiro em Tropicaliente (1994) e o pai Álvaro em Era uma Vez... (1998). Na década de 2000, destacou-se em papéis em novelas como Desejos de Mulher (2002), Como uma Onda (2004), Cobras & Lagartos (2006), Insensato Coração (2011), Sangue Bom (2013), Rock Story (2017), Órfãos da Terra (2019) e Beleza Fatal (2024).

## Vida pessoal
Herson Capri é filho de Jair Freire e Iole Capri, funcionário da Estrada de Ferro, de uma família do interior do estado de São Paulo. Do lado materno é descendente de italianos oriundos de Verona, Herson tem 5 filhos: Laura (1976), o diretor de cinema Pedro Freire (1979), Lucas (1997), Luisa (2001) e Sofia (2014). Os três últimos com a diretora Susana Garcia. Ele superou um câncer de pulmão em 1999.

## Filmografia

### Televisão
| Ano  | Título                                          | Personagem                         | Nota                                            |
| ---- | ----------------------------------------------- | ---------------------------------- | ----------------------------------------------- |
| 1975 | Vila do Arco                                    | Cícero Costa (Costa)               |                                                 |
| 1976 | Tchan, a Grande Sacada                          | Bernardo                           |                                                 |
| 1980 | Um Homem muito Especial                         | Luiz Carlos Freitas                |                                                 |
| 1981 | Os Imigrantes                                   | Antonio di Salvio (jovem)          |                                                 |
| 1981 | O Fiel e a Pedra                                | Pedro Afonso Ventura               |                                                 |
| 1981 | Partidas Dobradas                               | Dalmo                              |                                                 |
| 1981 | O Vento do Mar Aberto                           | Honório Ruano                      |                                                 |
| 1982 | Elas por Elas                                   | Carlos Cardoso / Ivo Camargo       |                                                 |
| 1982 | Pic-nic Classe C                                | Franco Lemos Rocha                 |                                                 |
| 1982 | Maria Stuart                                    | Flaviano Gomes Toledo (Flávio)     |                                                 |
| 1983 | Caso Verdade                                    | Ivo Moraes                         | Episódio: "O Homem Sem Rosto"                   |
| 1983 | Guerra dos Sexos                                | Fábio Marino                       |                                                 |
| 1984 | Partido Alto                                    | Sérgio Mota                        |                                                 |
| 1984 | Caso Verdade                                    | Maurício Bareto                    | Episódio: "Esperança"                           |
| 1985 | A Guerra dos Farrapos                           | Giuseppe Garibaldi                 |                                                 |
| 1985 | De Quina pra Lua                                | Dr. Alexandre Soares               |                                                 |
| 1987 | O Outro                                         | Gabriel Palhares                   |                                                 |
| 1988 | Olho por Olho                                   | Antônio Barjal                     |                                                 |
| 1989 | Tieta                                           | Lucas                              | Episódio: "14 de agosto"                        |
| 1989 | Cortina de Vidro                                | Frederico Stuart (Freddy)          |                                                 |
| 1990 | A, E, I, O... Urca                              | Michael da Silva Aguiar            |                                                 |
| 1990 | Riacho Doce                                     | Carlos Maranhão de Oliveira        |                                                 |
| 1990 | Meu Bem, Meu Mal                                | Cláudio Venturini                  | Episódio: "29 de outubro"                       |
| 1991 | Caso Especial                                   | Promotor Olímpio                   | Episódio: "Os Homens Querem Paz"                |
| 1991 | Felicidade                                      | Mário Silvano                      |                                                 |
| 1992 | Tereza Batista                                  | Capitão Justo                      |                                                 |
| 1992 | Anos Rebeldes                                   | Comandante Ciro                    |                                                 |
| 1993 | Renascer                                        | Teodoro Gouveia                    |                                                 |
| 1994 | Tropicaliente                                   | Ramiro Soares                      |                                                 |
| 1995 | Explode Coração                                 | Ivan Mendez                        |                                                 |
| 1996 | Sai de Baixo                                    | Robert Red Fiat                    | Episódio: "Proposta Indigente"                  |
| 1996 | Anjo de Mim                                     | Marco Monterrey                    |                                                 |
| 1998 | Era uma Vez...                                  | Álvaro Giunquetti                  |                                                 |
| 1999 | Vila Madalena                                   | Arthur Junqueira                   |                                                 |
| 2001 | Sítio do Picapau Amarelo                        | São Jorge                          | Episódio: "A Viagem ao Céu"                     |
| 2002 | Brava Gente                                     | Agenor                             | Episódio: "Entre o Céu e a Terra"               |
| 2002 | Desejos de Mulher                               | Diogo Valente                      |                                                 |
| 2004 | Um Só Coração                                   | Fernão Queiroz Chaves              |                                                 |
| 2004 | Sob Nova Direção                                | Rodolfo França                     | Episódio: "Seu Filho, Meu Tesouro"              |
| 2004 | Como uma Onda                                   | Sandoval Peixoto                   |                                                 |
| 2006 | Cobras & Lagartos                               | Otaviano Pacheco                   |                                                 |
| 2007 | Duas Caras                                      | João Pedro Pessoa de Moraes (Joca) | Episódios: "1–13 de outubro"                    |
| 2008 | Casos e Acasos                                  | Hugo Rezende Lopes                 | Episódio: "O Diagnóstico, o Fetiche e a Bebida" |
| 2008 | Negócio da China                                | Adriano Fontanera                  |                                                 |
| 2010 | A Princesa e o Vagabundo                        | Rei Lindolfo de Landinóvia         | Especial de fim de ano                          |
| 2011 | Insensato Coração                               | Horácio Cortez (Cortez)            |                                                 |
| 2011 | Aquele Beijo                                    | Alberto Lemos de Sá                |                                                 |
| 2013 | Sangue Bom                                      | Plínio Campana                     |                                                 |
| 2014 | Em Família                                      | Ricardo Noronha Muniz              |                                                 |
| 2014 | Os Homens São de Marte... e É pra lá que Eu Vou | Antônio Gomes (Tom)                |                                                 |
| 2015 | Babilônia                                       | Otávio Borges                      |                                                 |
| 2016 | Rock Story                                      | Salomão Machado (Gordo)            |                                                 |
| 2017 | Os Trapalhões                                   | Coronel                            | Episódio: "1 de outubro"                        |
| 2019 | Órfãos da Terra                                 | Sheik Aziz Abdallah                | Episódios: "2 de abril–4 de maio"               |
| 2020 | 220 Volts: Especial de Natal                    | Carlos Alberto Vieira              | Episódio: "22 de dezembro"                      |
| 2023 | Novela                                          | Diego Vidal / Roberto              |                                                 |
| 2025 | Beleza Fatal                                    | Dr. Átila Argento                  |                                                 |
| 2025 | Vale Tudo                                       | Laudelino dos Montes               | Episódios: "9 de junho–12 de julho"             |

### Cinema
| Ano  | Título                                          | Papel                  | Nota           |
| ---- | ----------------------------------------------- | ---------------------- | -------------- |
| 2021 | Marighella                                      | Jorge Sales            |                |
| 2020 | Um Animal Amarelo                               | Sebastião              |                |
| 2019 | Minha Mãe é uma Peça 3                          | Carlos Alberto Vieira  |                |
| 2017 | Como Nossos Pais                                | Roberto Nathan         |                |
| 2016 | Minha Mãe é uma Peça 2                          | Carlos Alberto Vieira  |                |
| 2014 | Os Homens São de Marte... e É pra lá que Eu Vou | Tom                    |                |
| 2013 | Minha Mãe é uma Peça: O Filme                   | Carlos Alberto Vieira  |                |
| 2011 | Não Se Preocupe, Nada Vai Dar Certo             | Rodolfo Magalhães      |                |
| 2010 | As Mães de Chico Xavier                         | Mário                  |                |
| 2010 | Rio Sex Comedy                                  | Dr. Pavão              |                |
| 2009 | Fumando Espero                                  | Ele mesmo              | Documentário   |
| 2005 | Quanto Vale ou É por Quilo?                     | Marco Aurélio Silveira |                |
| 2003 | O Preço da Paz                                  | Barão do Sarro Azul    |                |
| 2003 | Didi, o Cupido Trapalhão                        | Arcângelo              |                |
| 2002 | Eu Não Conhecia Tururú                          | Gil                    |                |
| 2001 | A Partilha                                      | Luís Fernando          |                |
| 1999 | O Dia da Caça                                   | Saldanha               |                |
| 1998 | Imagens Distorcidas                             | —                      | Curta-metragem |
| 1996 | O Guarani                                       | Dom Antonio de Mariz   |                |
| 1991 | Manobra Radical                                 | Rogério                |                |
| 1990 | O Escorpião Escarlate                           | Álvaro Aguiar / Anjo   |                |
| 1985 | O Beijo da Mulher Aranha                        | Werner                 |                |
| 1980 | Ariella                                         | Afonso                 |                |
| 1979 | O Caçador de Esmeraldas                         | Garcia Paes            |                |
| 1979 | A Noite dos Imorais                             | João                   |                |

## Teatro[18]
- 2024 - Memórias do Vinho (per Baco)
- 2022 - A Vela
- 2010 - Conversando com Mamãe[19]
- 2008 - A Noviça Rebelde
- 2008 - Cartas de Amor
- 2007 - Paixão de Cristo de Nova Jerusalém ... Poncio Pilatos
- 2006 - Um Marido Ideal
- 2005 - Triunfo Silencioso
- 2004 - Trindade
- 2003 - Anjos de Cara Suja
- 2002 - Com a Pulga Atrás da Orelha
- 2000 - Três Homens Baixos
- 2000 - La Barca D’América
- 1999 - Paixão de Cristo de Nova Jerusalém ... Jesus Cristo[20]
- 1998 - Paixão de Cristo de Nova Jerusalém ... Poncio Pilatos[21]
- 1995 - Abelardo, Heloísa
- 1994 - Júlio César
- 1993 - Gilda, Um Projeto de Vida
- 1990 - Boca Molhada de Paixão Calada
- 1988 - Ladrão Que Rouba Ladrão
- 1987 - Fala Baixo Senão Eu Grito
- 1986 - A Honra Perdida de Katarina Blum
- 1984 - Um Casal Aberto mas non Troppo[22]
- 1982 - Pegue e Não Pague[23]
- 1979 - Sob o Signo da Discotéque
- 1978 - Chuva e Caixa de Sombras
- 1977 - A Morte do Caixeiro Viajante
- 1977 - A Insólita Tragédia de Romeu Durbini
- 1975 - Lição de Anatomia
- 1974 - Dr. Zote e Ricardo III
- 1972 - Teatro Universitário na PUC-SP

### Direção teatral
- 2010 - Conversando Com Mamãe
- 2008 - A Casa da Madrinha
- 2007 - Eu Sou Minha Própria Mulher
- 1999 - La Barca D’América

## Prêmios e honrarias
| Ano  | Associações                   | Categoria                                | Nomeações         | Resultado | Ref.   |
| ---- | ----------------------------- | ---------------------------------------- | ----------------- | --------- | ------ |
| 2003 | Prêmio Contigo! de TV         | Melhor Par Romântico (com Regina Duarte) | Desejos de Mulher | Indicado  |        |
| 2011 | Prêmio Extra de Televisão     | Melhor Ator Coadjuvante                  | Insensato Coração | Indicado  | [ 24 ] |
| 2011 | Prêmio Qualidade Brasil       | Melhor Ator Coadjuvante de Televisão     | Insensato Coração | Indicado  |        |
| 2011 | Prêmio Quem de Televisão      | Melhor Ator Coadjuvante                  | Insensato Coração | Indicado  | [ 25 ] |
| 2017 | Prêmio Extra de Televisão     | Melhor Ator Coadjuvante                  | Rock Story        | Indicado  | [ 26 ] |
| 2019 | Prêmio APCA de Televisão      | Melhor Ator                              | Órfãos da Terra   | Indicado  | [ 27 ] |
| 2019 | Prêmio F5                     | Ator de Novela                           | Órfãos da Terra   | Indicado  | [ 28 ] |
| 2022 | Festival Sesc Melhores Filmes | Melhor Ator Nacional                     | Marighella        | Indicado  | [ 29 ] |

### Condecorações
- Comenda Barão do Serro Azul - Concedida pela Associação Comercial do Paraná pela sua participação no filme O Preço da Paz no qual ele interpreta o Barão do Serro Azul.